# Pteronymia alissana
Pteronymia alissana är en fjärilsart som beskrevs av Richard Haensch 1903. Pteronymia alissana ingår i släktet Pteronymia och familjen praktfjärilar. Inga underarter finns listade.